# Richard Carpenter
Richard Lynn Carpenter (født 15. oktober 1946 i New Haven, Connecticut) er en amerikansk musiker og sanger. Han er bedst kendt for at have været en del af duoen The Carpenters, der også bestod af hans lillesøster Karen. De er især kendte for sange som "(They Long to Be) Close to You" og "We've Only Just Begun", som begge udkom i 1970. Duoen har solgt mere end 100 millioner plader på verdensplan, hvilket gør dem til blandt de bedst sælgende musikkunstnere gennem tiderne.
Efter Karen Carpenters død i 1983 udgav Richard i 1987 soloalbummet Time. Albummet indeholdt blandt andet singlen "Something in Your Eyes", der har Dusty Springfield på vokal.
I de senere år har Richard Carpenter mest koncentreret sig om at færdiggøre gamle indspilninger og remixe nye udgaver af The Carpenters' plader. Han har desuden fungeret som pladeproducent og arrangør.
Richard Carpenter er ikke i familie med sangerinden Sabrina Carpenter.